# Nalbu
Nalbu (en népalais : नाल्बु) est un comité de développement villageois du Népal situé dans le district de Taplejung. Au recensement de 2011, il comptait 1 849 habitants.